# Miconia fallax
Miconia fallax är en tvåhjärtbladig växtart som beskrevs av Dc.. Miconia fallax ingår i släktet Miconia och familjen Melastomataceae. Inga underarter finns listade i Catalogue of Life.